# Bielawa Dolna
Bielawa Dolna (Duits: Nieder Bielau) is een plaats in het Poolse district  Zgorzelecki, woiwodschap Neder-Silezië. De plaats maakt deel uit van de gemeente Pieńsk en telt 298 inwoners.

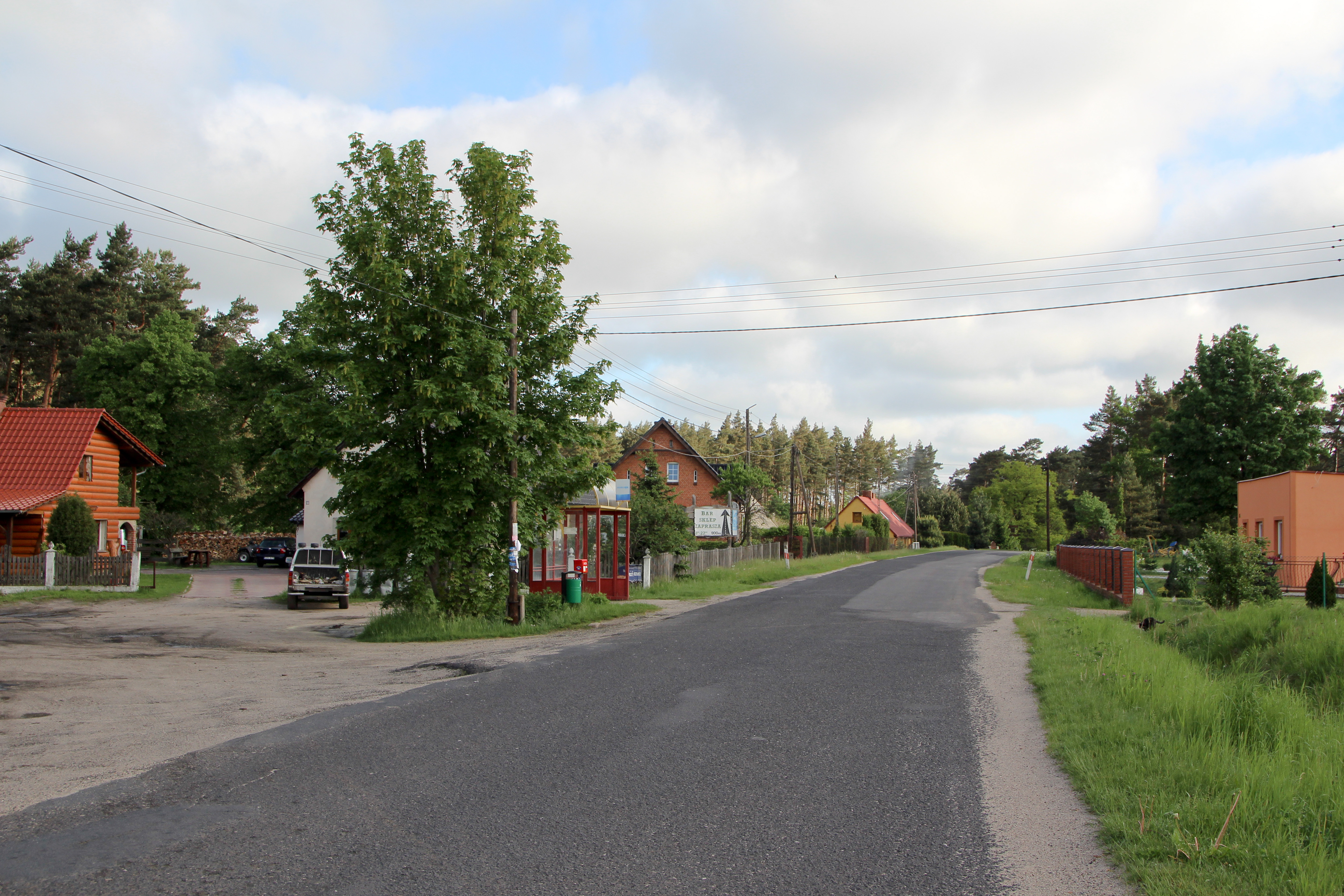
Bielawa Dolna 2012